# 2021-es jégkorong-világbajnokság
A 2021-es jégkorong-világbajnokság a 84. világbajnokság, amelyet a Nemzetközi Jégkorongszövetség szervezett. A világbajnokságok végeredményei alapján alakult volna ki a 2022-es jégkorong-világbajnokság főcsoportjának illetve divízióinak mezőnye, de nem voltak kiesők és feljutók, mivel csak a főcsoportban rendeztek mérkőzéseket. Miután 2020-ban az összes tornát törölték, így valamennyi csapat a saját divíziójában maradt. Szingapúr újoncként nevezett a világbajnokságra és a divízió IV mezőnyébe került besorolásra. 
2020. november 18-án bejelentették, hogy a Covid19-pandémia miatt a divízió I, II, III és IV tornáit ismét törlik.

## Főcsoport
A 2021-es IIHF jégkorong-világbajnokságot Rigában, Lettországban rendezték 2021. május 21. és június 6. között. A fehéroroszországi Minszk eredetileg társrendező lett volna, de 2021 januárjában az IIHF úgy döntött, hogy biztonsági okokból megvonja Fehéroroszországtól a házigazda szerepét.
| Hely. | Cs | Csapat           | M  | Gy | HGy | HV | V | G+ | G– | Gk  | P  | Végeredmény              |
| ----- | -- | ---------------- | -- | -- | --- | -- | - | -- | -- | --- | -- | ------------------------ |
| 1.    | B  | Kanada           | 10 | 4  | 2   | 1  | 3 | 28 | 23 | +5  | 17 | Aranyérem                |
| 2.    | B  | Finnország       | 10 | 6  | 2   | 2  | 0 | 24 | 14 | +10 | 24 | Ezüstérem                |
| 3.    | B  | Egyesült Államok | 10 | 8  | 0   | 0  | 2 | 35 | 14 | +21 | 24 | Bronzérem                |
| 4.    | B  | Németország      | 10 | 4  | 1   | 0  | 5 | 27 | 24 | +3  | 14 | Negyedik helyezett       |
|       |    |                  |    |    |     |    |   |    |    |     |    |                          |
| 5.    | A  | ROC              | 8  | 5  | 1   | 1  | 1 | 29 | 12 | +17 | 18 | Kiesett a negyeddöntőben |
| 6.    | A  | Svájc            | 8  | 5  | 0   | 1  | 2 | 29 | 20 | +9  | 16 | Kiesett a negyeddöntőben |
| 7.    | A  | Csehország       | 8  | 3  | 2   | 0  | 3 | 27 | 19 | +8  | 13 | Kiesett a negyeddöntőben |
| 8.    | A  | Szlovákia        | 8  | 4  | 0   | 0  | 4 | 18 | 28 | −10 | 12 | Kiesett a negyeddöntőben |
|       |    |                  |    |    |     |    |   |    |    |     |    |                          |
| 9.    | A  | Svédország       | 7  | 3  | 0   | 1  | 3 | 21 | 14 | +7  | 10 | Kiesett a csoportkörben  |
| 10.   | B  | Kazahsztán       | 7  | 2  | 2   | 0  | 3 | 22 | 18 | +4  | 10 | Kiesett a csoportkörben  |
| 11.   | B  | Lettország (R)   | 7  | 2  | 0   | 3  | 2 | 15 | 16 | −1  | 9  | Kiesett a csoportkörben  |
| 12.   | A  | Dánia            | 7  | 2  | 1   | 1  | 3 | 13 | 15 | −2  | 9  | Kiesett a csoportkörben  |
| 13.   | B  | Norvégia         | 7  | 2  | 1   | 0  | 4 | 17 | 21 | −4  | 8  | Kiesett a csoportkörben  |
| 14.   | A  | Nagy-Britannia   | 7  | 1  | 0   | 1  | 5 | 13 | 31 | −18 | 4  | Kiesett a csoportkörben  |
| 15.   | A  | Fehéroroszország | 7  | 1  | 0   | 1  | 5 | 10 | 29 | −19 | 4  | Kiesett a csoportkörben  |
| 16.   | B  | Olaszország      | 7  | 0  | 0   | 0  | 7 | 11 | 41 | −30 | 0  | Kiesett a csoportkörben  |

## Divízió I
Tervek szerint a divízió I-es jégkorong-világbajnokság A csoportját Ljubljanában, Szlovéniában rendezték volna 2021. május 9. és 15. között. A B csoport tornáját Katowicében, Lengyelországban rendezték volna 2021. április 26. és május 2. között. 2020. november 18-án mindkét tornát törölték a Covid19-pandémia miatt. 
| A csoport - Ausztria - Franciaország - Dél-Korea - Magyarország - Románia - Szlovénia | B csoport - Észtország - Japán - Lengyelország - Litvánia - Szerbia - Ukrajna |

## Divízió II
Tervek szerint a divízió II-es világbajnokság A csoportját Pekingben, Kínában rendezték volna 2021. április 10. és 16. között. A B csoport tornáját Reykjavíkban, Izlandon rendezték volna április 18. és 24. között. 2020. november 18-án mindkét tornát törölték a Covid19-pandémia miatt. 
| A csoport - Ausztrália - Hollandia - Horvátország - Izrael - Kína - Spanyolország | B csoport - Belgium - Bulgária - Grúzia - Izland - Mexikó - Új-Zéland |

## Divízió III
Tervek szerint a divízió III-as világbajnokság A csoportját Kockelscheuerben, Luxemburgban rendezték volna 2021. április 18. és 24. között. A B csoport tornáját Fokvárosbanban, a Dél-afrikai Köztársaságban rendezték volna április 19. és 25. között. 2020. november 18-án mindkét tornát törölték a Covid19-pandémia miatt. 
| A csoport - Egyesült Arab Emírségek - Luxemburg - Észak-Korea - Tajvan - Törökország - Türkmenisztán | B csoport - Bosznia-Hercegovina - Dél-afrikai Köztársaság - Hongkong - Thaiföld |

## Divízió IV
Tervek szerint a divízió IV-es világbajnokságot Biskekben, Kirgizisztánban rendezték volna 2021. március 3. és 5. között. 2020. november 18-án törölték a Covid19-pandémia miatt. 
A csoport tagjai
- Fülöp-szigetek
- Kirgizisztán
- Kuvait
- Malajzia
- Szingapúr